# Arjen Robben
Arjen Robben (IPA: [ˈɑrjən ˈrɔbə(n)], ; Bedum, 23 gennaio 1984) è un allenatore di calcio ed ex calciatore olandese, di ruolo attaccante.
Considerato uno dei calciatori più forti della sua generazione, nonché una delle ali più forti di sempre, nel corso della sua carriera ha vestito le maglie di Groningen, PSV, Chelsea, Real Madrid e Bayern Monaco, vincendo numerosi titoli nazionali e internazionali. Con la nazionale olandese ha partecipato a tre Europei (2004, 2008 e 2012) e a tre Mondiali (2006, 2010 e 2014), diventando vicecampione del mondo nel 2010.
A livello individuale, è entrato per cinque volte, di cui tre consecutive, nella lista dei candidati per il Pallone d'oro.

## Caratteristiche tecniche
Talento precoce, Robben era un esterno d'attacco dotato di eccezionale velocità: secondo una stima effettuata dalla FIFA, durante il Mondiale 2014 ha raggiunto la velocità di 37 km/h, record per un calciatore. La partenza palla al piede dalla trequarti destra del campo, seguita dal dribbling sui difensori per accentrarsi e tirare da fuori area col sinistro, era una delle sue giocate più ricorrenti, passata alla storia come il taglio dentro. Risultava abile anche nei tiri a giro e dalla distanza. Durante la sua carriera, è stato spesso soggetto a infortuni.

## Carriera

### Club

#### Groningen
Inizia a giocare nel club della sua città natale, il VV Bedum, seguendo il metodo Coerver, una tecnica di allenamento creata e resa popolare dall'allenatore olandese Wiel Coerver.
Viene presto acquistato dal Groningen che lo inserisce nella squadra giovanile per la stagione 1999-2000. Nel novembre del 2000 viene aggregato alla prima squadra per la partita contro il Twente, ma il debutto ufficiale risale al mese successivo, quando il 3 dicembre sostituisce l'infortunato Leonardo dos Santos contro l'RKC Waalwijk. Durante l'inverno si conquista sempre più spazio, terminando la stagione 2000-2001 con 18 presenze e 2 reti.
Al termine della stagione di debutto viene nominato "Giocatore dell'anno" del Groningen dimostrando, insieme al compagno Jordi Hoogstrate, la qualità dell'accademia giovanile della squadra olandese. Rimane anche nella stagione 2001-2002, migliorando il suo score con 6 reti in 28 gare. Al termine del campionato passa al PSV per 3,7 milioni di euro.

#### PSV Eindhoven
Durante la sua prima stagione al PSV gioca 33 gare, realizzando 12 reti. Al termine del campionato 2002-2003, viene nominato "Giocatore dell'anno" della squadra, insieme al compagno di attacco Mateja Kežman, con cui forma una coppia soprannominata dai tifosi del PSV "Batman e Robben". Contribuisce alla vittoria del 17º titolo olandese e vince il premio di Miglior giovane dell'anno della Eredivisie.
Dopo questa stagione il PSV non riesce a tener testa alla rivale Ajax ed è costretta a lottare per il secondo posto della Eredivisie. Nella primavera del 2004 il proprietario del Chelsea, Roman Abramovič offre 18 milioni di euro che il PSV accetta. Nella restante parte della stagione nei Paesi Bassi s'infortuna al tendine del ginocchio due volte e salta diverse partite. Alla fine della stagione conta 23 presenze e 5 reti nella Eredivise

#### Chelsea
Non esordì ufficialmente con il Chelsea fino al novembre del 2004, a causa di un infortunio riportato durante un'amichevole estiva contro la Roma, in cui si ruppe un osso metatarsale del piede destro in uno scontro con Olivier Dacourt.
Al ritorno in campo dopo il primo infortunio riceve il premio "Barclays Man of the Match" per la prestazione contro l'Everton e va a segno consecutivamente contro CSKA Mosca, Everton, Newcastle Utd e Fulham. Le prestazioni disputate nel novembre gli valgono il premio di "Giocatore del mese" della Premier League. Dimostra nelle gare giocate di essere una delle migliori ali del campionato inglese e con l'attaccante ivoriano Didier Drogba e l'ala irlandese Damien Duff riesce a sviluppare un gioco veloce e fluido. Nel febbraio del 2005 si infortuna gravemente nella gara di campionato con il Blackburn Rovers ed è costretto a rimanere fuori dalla corsa al titolo del Chelsea ed anche dalla scalata fino alle semifinali della UEFA Champions League.
Durante tutta la stagione 2004-2005 salta molte gare a causa di diversi infortuni, tanto da disputare solamente 18 gare in Premier League, arricchite però dalle 7 reti realizzate. Al termine della stagione viene anche nominato per il titolo di Giovane dell'anno della PFA, ma viene battuto da Wayne Rooney del Manchester Utd.

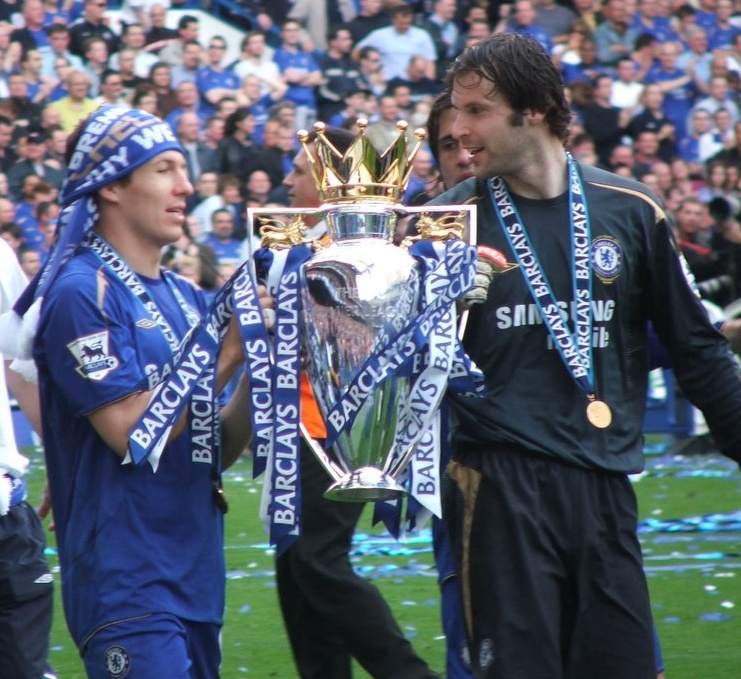
Arjen Robben festeggia la vittoria della Premier League con Petr Čech

Torna a giocare nella stagione 2005-2006, durante la quale contribuisce con 6 reti alla vittoria del secondo titolo consecutivo nella FA Premier League per la prima volta in assoluto nella storia del club londinese.
Questa stagione lo vede anche ricevere i primi due cartellini rossi della sua carriera nelle gare contro Sunderland e West Brom. Rimane anche coinvolto in un episodio antisportivo con il portiere del Liverpool José Reina. Verso la fine della gara di campionato tra Chelsea e Liverpool giocata allo Stamford Bridge, con il Chelsea avanti 2-0, dopo che Reina gli mette una mano in faccia, in seguito ad alcune sue parole provocatorie, cade teatralmente a terra ed il portiere spagnolo viene espulso per "comportamento violento".
Dopo il Campionato mondiale di calcio 2006, con l'arrivo a Londra di Michael Ballack, il manager dei Blues José Mourinho opta per il 4-1-3-2, al posto del classico 4-3-3 usato nelle stagioni precedenti, preferendo un centrocampo più fisico, formato dai mediani Frank Lampard e Michael Essien ai fianchi del tedesco, piuttosto che utilizzare un'ala come lui. Parte quindi in posizione svantaggiata per conquistarsi un posto nella formazione titolare della squadra inglese. In novembre l'allenatore portoghese inizia a dargli maggiori opportunità di giocare, schierandolo sia da attaccante esterno sia da ala. Dopo l'infortunio al ginocchio di Joe Cole, diventa una pedina importante per il Chelsea, grazie alla sua capacità di portare palla sulla fascia, in una squadra essenzialmente priva di grandi dribblatori. Il 23 dicembre viene nominato "Man of the Match" nella gara contro il Wigan, dopo aver realizzato due assist ed il gol vittoria. Viene poi messo al margine della squadra a causa di problemi alla coscia. Torna a giocare nel gennaio successivo, ancora contro il Wigan, realizzando un assist ed una rete che gli permettono di essere nominato di nuovo "Man of the Match". Il 20 gennaio si infortuna però nella gara contro il Liverpool e torna in campo nella vittoria 3-0 sul Middlesbrough in febbraio, causando un autogol di Abel Xavier. Il 25 febbraio, nella finale di Carling Cup contro l'Arsenal, entra all'inizio del secondo tempo e serve l'assist a Drogba per il gol della vittoria all'84'. Risulta decisivo anche in Champions League, realizzando il gol che permette al Chelsea di superare il Porto negli ottavi di finale.
Alla fine di marzo viene sottoposto all'ennesima operazione al ginocchio, a causa di un infortunio subìto in una gara con la nazionale olandese, che lo tiene fuori per quattro settimane. Ritorna ad inizio maggio nella semifinale di Champions contro il Liverpool e disputa anche alcuni minuti nella finale di FA Cup vinta contro il Manchester United il 19 maggio.
Termina la stagione con 21 presenze e 2 reti in Premier League e 5 in Champions League, vincendo FA Cup e League Cup.

#### Real Madrid

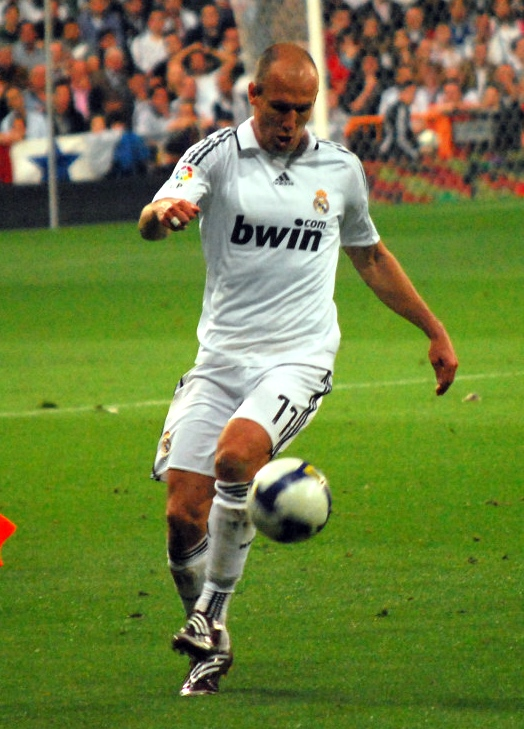
Robben con la maglia del Real Madrid

Il 22 agosto 2007 si trasferisce al Real Madrid, che lo acquista per 36,55 milioni di Euro. Diventa così il quinto acquisto più costoso della storia del Real, dopo Zinédine Zidane, Luís Figo, David Beckham e Ronaldo. Debutta con la maglia delle Merengues il 28 settembre nella prima gara di Champions League contro il Werder Brema.
Il 17 ottobre, in una gara con la Nazionale olandese, rimane vittima di uno stiramento che lo tiene fermo per circa sei settimane. Il 23 dicembre gioca il suo primo Clásico, subentrando a Robinho all'85º minuto. Realizza il suo primo gol al Real il 2 gennaio in Coppa del Re contro l'Alicante CF, aprendo le marcature nel 2-1 finale per il Real Madrid. Nella Liga realizza il primo gol il 10 febbraio contro il Valladolid, gara vinta poi 7-0.
Nella decisiva gara per la vittoria del titolo contro l'Osasuna il 4 maggio realizza il gol dell'1-1 all'87º minuto, a cui segue il raddoppio di Gonzalo Higuaín che regala vittoria e conquista del titolo al Real ed il quarto titolo nazionale in due paesi diversi da quello di nascita.
Nella stagione 2008-2009 realizza il primo gol contro lo Sporting Gijon alla quarta giornata di campionato, nella partita vinta 7-1 a Madrid: suo il gol del 5-0. La sua unica rete in Champions League la segna contro lo Zenit San Pietroburgo nella gara della fase a gironi vinta 3-0 in casa, tuttavia il Real sarà eliminato dalla competizione agli ottavi di finale. In campionato, in cui realizza 7 reti, i madrileni arrivano secondi dietro il Barcellona.

#### Bayern Monaco
Il 28 agosto 2009 viene acquistato dal Bayern Monaco per una cifra vicina ai 25 milioni di euro; Robben vestirà la divisa numero 10. Il giorno dopo esordisce nel match di campionato contro il Wolfsburg siglando una doppietta e portando i compagni alla vittoria per 3-0. Nella partita giocata il 17 aprile 2010 e vinta 7-0 contro l'Hannover 96 realizza una tripletta. Con i bavaresi, Robben conquista il 5º campionato nazionale della sua carriera. Apre le marcature, con un rigore, nella finale di Coppa di Germania vinta 4-0 sul Werder Brema. Realizza 4 gol in Champions League, andando a segno contro la Fiorentina agli ottavi, sia all'andata, su rigore (vittoria per 2-1), che al ritorno (sconfitta per 3-2), mentre ai quarti segna il gol del definitivo 3-2 in favore del Manchester United nella partita giocata in Inghilterra, gol che sancisce la qualificazione alle semifinali in virtù del 2-1 dell'andata. In semifinale segna la rete del vittorioso 1-0 della gara d'andata contro il Lione. Il Bayern raggiunge la finale della competizione, persa però 2-0 con l'Inter.
Conclude la stagione con un totale di 23 reti: 16 in campionato, 3 in Coppa di Germania e 4 in Champions League. Viene inoltre nominato miglior giocatore stagionale della Bundesliga, con il 71,2% dei voti..
Infortunatosi nel corso dei mondiali, Robben non comincia subito la stagione 2010-2011.

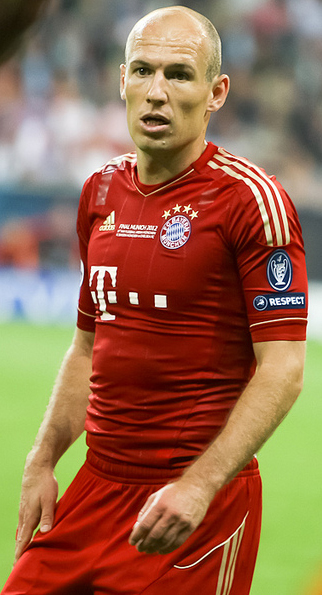
Robben durante la finale di Champions League Bayern Monaco-Chelsea

Il 7 agosto, ad Augusta, Il Bayern batte 2-0 lo Schalke 04 e conquista la Supercoppa di Germania, anche se lui non gioca la partita. Il 26 ottobre 2010 è inserito nella lista dei 23 candidati al Pallone d'oro, dove si qualifica quattordicesimo. Ritorna in campo il 15 gennaio 2011 alla diciottesima giornata di Bundesliga in Wolfsburg-Bayern Monaco (1-1), entrando dalla panchina per sostituire l'infortunato Ribéry. Il 22 gennaio, sette giorni dopo, realizza la sua prima rete stagionale, aprendo le marcature nel match vinto 5-1 contro il Kaiserslautern. Il 12 marzo mette a segno una tripletta nell'incontro terminato per 6-0 in favore del Bayern contro l'Amburgo. Ha concluso l'annata con 13 reti realizzate in 18 partite giocate (12 reti in 14 partite solo in campionato) e il Bayern si è qualificato al 3º posto.
Realizza la sua prima rete nella stagione 2011-2012 nella gara dei preliminari di Champions League vinta per 2-0 con lo Zurigo, il 17 agosto 2011. Nella stessa stagione il Bayern raggiunge la finale di Coppa di Germania, perdendo per 5-2 con il Borussia Dortmund (nonostante un suo gol), e quella di Champions League, persa invece contro il Chelsea ai tiri di rigore, in cui si fa parare anche una massima punizione nei supplementari da Petr Čech. In totale, ha giocato 36 partite (di cui 24 in campionato, in cui il Bayern è arrivato secondo), mettendo a segno 19 reti (12 in campionato).
All'inizio della stagione successiva vince la Supercoppa di Germania, battendo il Borussia Dortmund. Il 6 aprile 2013 vince la sua seconda Bundesliga (il ventitreesimo titolo dei bavaresi) con sei giornate di anticipo rispetto alla fine del campionato. Il 25 maggio 2013 decide, con una rete all'89º minuto, la finale di Champions League contro il Borussia Dortmund, regalando al Bayern Monaco la sua quinta Coppa dei Campioni: nell'esultare si esibisce in un gesto polemico rivolto alla tifoseria del Bayern, in seguito alle critiche subite nel corso della stagione. Il 1º giugno 2013 vince anche la sua seconda Coppa di Germania, ottenendo il treble con la compagine bavarese.
Inizia la stagione 2013-2014 con una doppietta al Borussia Dortmund nella finale di Supercoppa di Germania del 27 luglio, persa però per 4-2. Il 30 agosto 2013 conquista la Supercoppa UEFA, sconfiggendo ai rigori in finale la compagine londinese del Chelsea, dopo che i tempi supplementari si erano conclusi sul 2-2. Nel corso dell'annata la squadra bavarese conquista altri tre titoli, la Coppa del mondo per club, la Bundesliga e la Coppa di Germania, ma viene eliminata in semifinale di Champions League contro il Real Madrid all'andata 1-0 e al ritorno 4-0.
Il 26 aprile 2015 vince il terzo campionato consecutivo con il Bayern, il quarto della sua carriera. Nella Coppa di Germania invece la squadra rossa-bianca viene sconfitta in semifinale dai giallo-neri del Borussia Dortmund per 2-0 ai rigori, mentre nella Champions League come nell'anno precedente la squadra tedesca viene battuta in semifinale, questa volta dal Barcellona, perdendo 3-0 a Barcellona e vincendo 3-2 a Monaco di Baviera.
Durante la stagione 2015-16 la squadra bavarese perde per 5-4 ai rigori la Supercoppa di Germania contro il Wolfsburg. In compenso però Robben insieme alla compagine rossa-bianca vince il quarto campionato consecutivo, il quinto della sua carriera, e anche la Coppa di Germania battendo 4-3 ai rigori il Borussia Dortmund. In Champions League invece il team tedesco viene eliminato per il terzo anno consecutivo in semifinale e per la terza volta di seguito da una spagnola,in questo caso dall'Atlético Madrid,perdendo 1-0 in Spagna e vincendo 2-1 all'Allianz Arena.
La stagione 2016-17 si apre con l'arrivo nel Bayern Monaco del nuovo allenatore Carlo Ancelotti. Nella prima stagione col tecnico italiano Robben e la sua squadra vincono la Supercoppa di Germania contro il Borussia Dortmund per 2-0 e anche l'ennesimo campionato,il quinto consecutivo della squadra tedesca e il sesto vinto nella carriera dell'olandese. Nella Coppa di Germania invece il team rosso-bianco viene eliminato in semifinale dal Borussia Dortmund per 3-2 e in Champions League esce ai quarti di finale contro il Real Madrid perdendo 2-1 in Germania e 4-2 ai supplementari a Madrid.
Nelle stagioni 2017-18 e 2018-19 vince altri due campionati, portando i suoi successi in Bundesliga a quota otto. Chiude la sua lunga militanza con il Bayern Monaco avendo collezionato 309 presenze e 144 reti in dieci anni con 21 trofei in bacheca.

#### Primo ritiro, ritorno al Groningen e secondo ritiro
Il 4 luglio 2019, all'età di 35 anni, annuncia il ritiro dal calcio giocato, salvo poi tornare sui propri passi e annunciare, il 27 giugno 2020, l'intenzione di tornare a giocare con il Groningen, squadra che lo aveva lanciato. Il 13 settembre torna a giocare in Eredivisie in Groningen-PSV (1-3), ma dopo mezz'ora di gioco è costretto a uscire dal campo per via di un problema al bicipite femorale. Infortunatosi nuovamente il 18 ottobre in Groningen-Utrecht (0-0), tornerà in campo dopo quasi sei mesi l’11 aprile 2021 nel finale di Groningen-Heerenveen (0-2) terminando l’annata con 7 presenze e 2 assist.
Il 15 luglio dello stesso anno annuncia l’addio definitivo al calcio giocato all’età di 37 anni.

### Nazionale

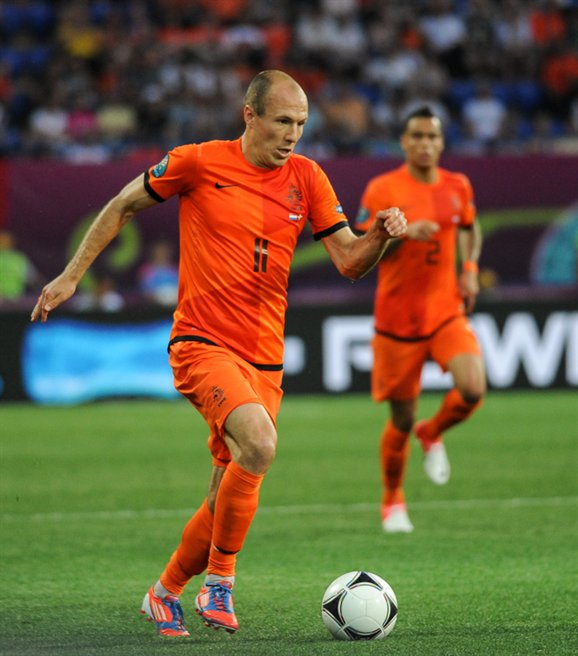
Robben a Euro 2012

Robben debutta in nazionale maggiore il 30 aprile 2003, a 19 anni, nel corso di un'amichevole contro il Portogallo. Alla sua terza presenza, nella partita di qualificazione per gli Europei del 2004 dell'11 novembre dello stesso anno, giocata ad Eindhoven e vinta 5-0 con la Moldavia, realizza la sua prima rete in nazionale. Con la maglia oranje ha in seguito preso parte all'Europeo 2004, in cui ha collezionato 4 presenze e la sua squadra è stata eliminata in semifinale, e al Mondiale 2006, in cui ha giocato 3 partite e realizzato un gol (nella partita della fase a gironi vinta 1-0 con Serbia e Montenegro) ed i Paesi Bassi sono usciti agli ottavi; in entrambi i casi, ad eliminare gli olandesi è stato il Portogallo. Il 17 agosto 2005 ha realizzato la sua prima doppietta con la nazionale, nel pareggio interno per 2-2 con la Germania a Rotterdam.
È stato tra i convocati della nazionale olandese di Marco van Basten per Euro 2008. Dopo aver saltato per problemi fisici la gara inaugurale contro l'Italia (vinta 3-0 dagli olandesi), Robben rientra in campo contro la Francia mettendo a segno la rete del vantaggio della propria squadra sul 3-1, prima dell'ultimo goal di Sneijder. Gli Oranje verranno eliminati ai quarti di finale dalla Russia per 3-1.
Convocato per il campionato del mondo 2010, salta le prime due partite del torneo per un infortunio; debutta nella terza partita della fase a gironi, giocata contro il Camerun e vinta 2-1. Realizza il suo primo gol nella manifestazione nel corso della partita vinta 2-1 contro la Slovacchia agli ottavi di finale, per poi ripetersi in semifinale contro l'Uruguay (3-2 per gli oranje il risultato finale). Nella finale contro la Spagna, persa per 1-0 nei tempi supplementari, è protagonista in negativo, fallendo un'occasione per segnare davanti al portiere spagnolo Casillas.
Viene convocato agli Europei del 2012 in Ucraina e Polonia, in cui la sua squadra esce ai gironi.
Partecipa al Mondiale 2014 in Brasile, dove si farà nuovamente notare per le sue doti tecniche. Realizza una doppietta nella brillante vittoria per 5 a 1 sulla Spagna campione del mondo, e segna anche nella partita successiva contro l'Australia. Nell'ottavo di finale contro il Messico si procura il rigore con il quale gli oranje vanno a vincere in extremis per 2 a 1 al 93º minuto. L'Olanda chiuderà vincendo la medaglia di bronzo, dopo la vittoria sui padroni di casa del Brasile nella finalina per il terzo posto, anche in questa partita Robben si procura un rigore, realizzato poi da Robin van Persie. Al termine del torneo viene inserito nella top 11 Fifa della competizione. Nel settembre 2015 il neo commissario tecnico della nazionale Danny Blind gli affida la fascia da capitano degli Oranje.
Da qui in poi non riesce a portare la propria Nazionale né all'europeo 2016 né al mondiale 2018, fermandosi in entrambe le competizioni al turno di qualificazione. Disputa, dunque, l'ultimo match con la maglia degli Oranje il 10 ottobre 2017 in occasione della vittoria per 2-0 ai danni della Svezia nella quale è autore di entrambe le reti.

### Dopo il ritiro
Dopo il ritiro, nel gennaio del 2022 inizia ad allenare l’Under-14 del Be Quick, squadra in cui gioca anche suo figlio Luka, e a maggio ottiene la promozione in Eerste Divisie. In primavera prendeva parte alla maratona di Rotterdam completandola in 3 ore. In estate poi, prima di iniziare il corso UEFA B da allenatore, torna al Groningen per sostenere un tirocinio nelle giovanili con particolare attenzione agli Under-18.

## Statistiche

### Presenze e reti nei club
Statistiche aggiornate al 19 maggio 2021.
Tra club e nazionale, Arjen Robben ha collezionato in totale 741 presenze e 255 gol segnati, per una media di 0,35 gol a partita.
| Stagione             | Squadra              | Campionato           | Campionato | Campionato | Coppe nazionali | Coppe nazionali | Coppe nazionali | Coppe continentali | Coppe continentali | Coppe continentali | Altre coppe | Altre coppe | Altre coppe | Totale | Totale |
| Stagione             | Squadra              | Comp                 | Pres       | Reti       | Comp            | Pres            | Reti            | Comp               | Pres               | Reti               | Comp        | Pres        | Reti        | Pres   | Reti   |
| -------------------- | -------------------- | -------------------- | ---------- | ---------- | --------------- | --------------- | --------------- | ------------------ | ------------------ | ------------------ | ----------- | ----------- | ----------- | ------ | ------ |
| 2000-2001            | Groningen            | ED                   | 18         | 2          | CO              | 0               | 0               | -                  | -                  | -                  | -           | -           | -           | 18     | 2      |
| 2001-2002            | Groningen            | ED                   | 28         | 6          | CO              | 6               | 4               | -                  | -                  | -                  | -           | -           | -           | 34     | 10     |
| 2002-2003            | PSV Eindhoven        | ED                   | 33         | 12         | CO              | 3               | 0               | UCL                | 4                  | 1                  | SO          | 1           | 0           | 41     | 13     |
| 2003-2004            | PSV Eindhoven        | ED                   | 23         | 5          | CO              | 2               | 0               | UCL+CU             | 6+2                | 2+0                | SO          | 1           | 1           | 34     | 8      |
| Totale PSV           | Totale PSV           | Totale PSV           | 56         | 17         |                 | 5               | 0               |                    | 12                 | 3                  |             | 2           | 1           | 75     | 21     |
| 2004-2005            | Chelsea              | PL                   | 18         | 7          | FACup+CdL       | 2+4             | 0+1             | UCL                | 5                  | 1                  | -           | -           | -           | 29     | 9      |
| 2005-2006            | Chelsea              | PL                   | 28         | 6          | FACup+CdL       | 4+1             | 1+0             | UCL                | 6                  | 0                  | CS          | 1           | 0           | 40     | 7      |
| 2006-2007            | Chelsea              | PL                   | 21         | 2          | FACup+CdL       | 4+3             | 0               | UCL                | 8                  | 1                  | CS          | 1           | 0           | 37     | 3      |
| Totale Chelsea       | Totale Chelsea       | Totale Chelsea       | 67         | 15         |                 | 18              | 2               |                    | 19                 | 2                  |             | 2           | 0           | 106    | 19     |
| 2007-2008            | Real Madrid          | PD                   | 21         | 4          | CR              | 2               | 1               | UCL                | 5                  | 0                  | -           | -           | -           | 28     | 5      |
| 2008-2009            | Real Madrid          | PD                   | 29         | 7          | CR              | 0               | 0               | UCL                | 6                  | 1                  | SS          | 2           | 0           | 37     | 8      |
| Totale Real Madrid   | Totale Real Madrid   | Totale Real Madrid   | 50         | 11         |                 | 2               | 1               |                    | 11                 | 1                  |             | 2           | 0           | 65     | 13     |
| 2009-2010            | Bayern Monaco        | BL                   | 24         | 16         | CG              | 3               | 3               | UCL                | 10                 | 4                  | -           | -           | -           | 37     | 23     |
| 2010-2011            | Bayern Monaco        | BL                   | 14         | 12         | CG              | 2               | 1               | UCL                | 2                  | 0                  | SG          | 0           | 0           | 18     | 13     |
| 2011-2012            | Bayern Monaco        | BL                   | 24         | 12         | CG              | 3               | 2               | UCL                | 9                  | 5                  | -           | -           | -           | 36     | 19     |
| 2012-2013            | Bayern Monaco        | BL                   | 16         | 5          | CG              | 5               | 4               | UCL                | 9                  | 4                  | SG          | 1           | 0           | 31     | 13     |
| 2013-2014            | Bayern Monaco        | BL                   | 28         | 11         | CG              | 5               | 4               | UCL                | 10                 | 4                  | SG+SU+Cmc   | 1+1+0       | 2+0+0       | 45     | 21     |
| 2014-2015            | Bayern Monaco        | BL                   | 21         | 17         | CG              | 2               | 0               | UCL                | 7                  | 2                  | SG          | 0           | 0           | 30     | 19     |
| 2015-2016            | Bayern Monaco        | BL                   | 15         | 4          | CG              | 3               | 0               | UCL                | 3                  | 2                  | SG          | 1           | 1           | 22     | 7      |
| 2016-2017            | Bayern Monaco        | BL                   | 26         | 13         | CG              | 3               | 0               | UCL                | 8                  | 3                  | SG          | 0           | 0           | 37     | 16     |
| 2017-2018            | Bayern Monaco        | BL                   | 21         | 5          | CG              | 4               | 2               | UCL                | 9                  | 0                  | SG          | 0           | 0           | 34     | 7      |
| 2018-2019            | Bayern Monaco        | BL                   | 12         | 4          | CG              | 2               | 0               | UCL                | 4                  | 2                  | SG          | 1           | 0           | 19     | 6      |
| Totale Bayern Monaco | Totale Bayern Monaco | Totale Bayern Monaco | 201        | 99         |                 | 32              | 16              |                    | 71                 | 26                 |             | 5           | 3           | 309    | 144    |
| 2020-2021            | Groningen            | ED                   | 6+1        | 0+0        | CO              | 0               | 0               | -                  | -                  | -                  | -           | -           | -           | 7      | 0      |
| Totale Groningen     | Totale Groningen     | Totale Groningen     | 53         | 8          |                 | 6               | 4               |                    | -                  | -                  |             | -           | -           | 59     | 12     |
| Totale carriera      | Totale carriera      | Totale carriera      | 427        | 150        |                 | 63              | 23              |                    | 113                | 32                 |             | 11          | 4           | 614    | 209    |

### Cronologia presenze e reti in nazionale
| Cronologia completa delle presenze e delle reti in nazionale ― Paesi Bassi | Cronologia completa delle presenze e delle reti in nazionale ― Paesi Bassi | Cronologia completa delle presenze e delle reti in nazionale ― Paesi Bassi | Cronologia completa delle presenze e delle reti in nazionale ― Paesi Bassi | Cronologia completa delle presenze e delle reti in nazionale ― Paesi Bassi | Cronologia completa delle presenze e delle reti in nazionale ― Paesi Bassi | Cronologia completa delle presenze e delle reti in nazionale ― Paesi Bassi | Cronologia completa delle presenze e delle reti in nazionale ― Paesi Bassi |
| Data                                                                       | Città                                                                      | In casa                                                                    | Risultato                                                                  | Ospiti                                                                     | Competizione                                                               | Reti                                                                       | Note                                                                       |
| -------------------------------------------------------------------------- | -------------------------------------------------------------------------- | -------------------------------------------------------------------------- | -------------------------------------------------------------------------- | -------------------------------------------------------------------------- | -------------------------------------------------------------------------- | -------------------------------------------------------------------------- | -------------------------------------------------------------------------- |
| 30-4-2003                                                                  | Eindhoven                                                                  | Paesi Bassi                                                                | 1 – 1                                                                      | Portogallo                                                                 | Amichevole                                                                 | -                                                                          | 77’                                                                        |
| 6-9-2003                                                                   | Rotterdam                                                                  | Paesi Bassi                                                                | 3 – 1                                                                      | Austria                                                                    | Qual. Euro 2004                                                            | -                                                                          | 72’                                                                        |
| 11-10-2003                                                                 | Eindhoven                                                                  | Paesi Bassi                                                                | 5 – 0                                                                      | Moldavia                                                                   | Qual. Euro 2004                                                            | 1                                                                          | 65’                                                                        |
| 18-2-2004                                                                  | Amsterdam                                                                  | Paesi Bassi                                                                | 1 – 0                                                                      | Stati Uniti                                                                | Amichevole                                                                 | 1                                                                          |                                                                            |
| 1-6-2004                                                                   | Losanna                                                                    | Paesi Bassi                                                                | 3 – 0                                                                      | Fær Øer                                                                    | Amichevole                                                                 | -                                                                          | 61’                                                                        |
| 5-6-2004                                                                   | Amsterdam                                                                  | Paesi Bassi                                                                | 0 – 1                                                                      | Irlanda                                                                    | Amichevole                                                                 | -                                                                          | 66’                                                                        |
| 19-6-2004                                                                  | Aveiro                                                                     | Paesi Bassi                                                                | 2 – 3                                                                      | Rep. Ceca                                                                  | Euro 2004 - 1º turno                                                       | -                                                                          | 59’                                                                        |
| 23-6-2004                                                                  | Braga                                                                      | Paesi Bassi                                                                | 3 – 0                                                                      | Lettonia                                                                   | Euro 2004 - 1º turno                                                       | -                                                                          |                                                                            |
| 26-6-2004                                                                  | Faro                                                                       | Paesi Bassi                                                                | 0 – 0 dts (5 – 4 dtr)                                                      | Svezia                                                                     | Euro 2004 - Quarti di finale                                               | -                                                                          |                                                                            |
| 30-6-2004                                                                  | Lisbona                                                                    | Portogallo                                                                 | 2 – 1                                                                      | Paesi Bassi                                                                | Euro 2004 - Semifinale                                                     | -                                                                          | 71’ - 81’                                                                  |
| 17-11-2004                                                                 | Barcellona                                                                 | Andorra                                                                    | 0 – 3                                                                      | Paesi Bassi                                                                | Qual. Mondiali 2006                                                        | 1                                                                          |                                                                            |
| 26-3-2005                                                                  | Bucarest                                                                   | Romania                                                                    | 0 – 2                                                                      | Paesi Bassi                                                                | Qual. Mondiali 2006                                                        | -                                                                          | 23’                                                                        |
| 4-6-2005                                                                   | Rotterdam                                                                  | Paesi Bassi                                                                | 2 – 0                                                                      | Romania                                                                    | Qual. Mondiali 2006                                                        | 1                                                                          |                                                                            |
| 8-6-2005                                                                   | Helsinki                                                                   | Finlandia                                                                  | 0 – 4                                                                      | Paesi Bassi                                                                | Qual. Mondiali 2006                                                        | -                                                                          |                                                                            |
| 17-8-2005                                                                  | Rotterdam                                                                  | Paesi Bassi                                                                | 2 – 2                                                                      | Germania                                                                   | Amichevole                                                                 | 2                                                                          |                                                                            |
| 7-9-2005                                                                   | Eindhoven                                                                  | Paesi Bassi                                                                | 4 – 0                                                                      | Andorra                                                                    | Qual. Mondiali 2006                                                        | -                                                                          |                                                                            |
| 8-10-2005                                                                  | Praga                                                                      | Rep. Ceca                                                                  | 0 – 2                                                                      | Paesi Bassi                                                                | Qual. Mondiali 2006                                                        | -                                                                          | 76’                                                                        |
| 1-3-2006                                                                   | Amsterdam                                                                  | Paesi Bassi                                                                | 1 – 0                                                                      | Ecuador                                                                    | Amichevole                                                                 | -                                                                          |                                                                            |
| 27-5-2006                                                                  | Rotterdam                                                                  | Paesi Bassi                                                                | 1 – 0                                                                      | Camerun                                                                    | Amichevole                                                                 | -                                                                          | 82’                                                                        |
| 4-6-2006                                                                   | Eindhoven                                                                  | Paesi Bassi                                                                | 1 – 1                                                                      | Australia                                                                  | Amichevole                                                                 | -                                                                          |                                                                            |
| 11-6-2006                                                                  | Lipsia                                                                     | Serbia e Montenegro                                                        | 0 – 1                                                                      | Paesi Bassi                                                                | Mondiali 2006 - 1º turno                                                   | 1                                                                          |                                                                            |
| 16-6-2006                                                                  | Stoccarda                                                                  | Paesi Bassi                                                                | 2 – 1                                                                      | Costa d'Avorio                                                             | Mondiali 2006 - 1º turno                                                   | -                                                                          | 34’                                                                        |
| 25-6-2006                                                                  | Norimberga                                                                 | Portogallo                                                                 | 1 – 0                                                                      | Paesi Bassi                                                                | Mondiali 2006 - Ottavi di finale                                           | -                                                                          |                                                                            |
| 16-8-2006                                                                  | Dublino                                                                    | Irlanda                                                                    | 0 – 4                                                                      | Paesi Bassi                                                                | Amichevole                                                                 | 1                                                                          | 46’                                                                        |
| 7-10-2006                                                                  | Sofia                                                                      | Bulgaria                                                                   | 1 – 1                                                                      | Paesi Bassi                                                                | Qual. Euro 2008                                                            | -                                                                          |                                                                            |
| 11-10-2006                                                                 | Amsterdam                                                                  | Paesi Bassi                                                                | 2 – 1                                                                      | Albania                                                                    | Qual. Euro 2008                                                            | -                                                                          |                                                                            |
| 15-11-2006                                                                 | Amsterdam                                                                  | Paesi Bassi                                                                | 1 – 1                                                                      | Inghilterra                                                                | Amichevole                                                                 | -                                                                          |                                                                            |
| 24-3-2007                                                                  | Rotterdam                                                                  | Paesi Bassi                                                                | 0 – 0                                                                      | Romania                                                                    | Qual. Euro 2008                                                            | -                                                                          |                                                                            |
| 28-3-2007                                                                  | Lubiana                                                                    | Slovenia                                                                   | 0 – 1                                                                      | Paesi Bassi                                                                | Qual. Euro 2008                                                            | -                                                                          |                                                                            |
| 13-10-2007                                                                 | Costanza                                                                   | Romania                                                                    | 1 – 0                                                                      | Paesi Bassi                                                                | Qual. Euro 2008                                                            | -                                                                          | 78’                                                                        |
| 17-10-2007                                                                 | Rotterdam                                                                  | Paesi Bassi                                                                | 2 – 0                                                                      | Slovenia                                                                   | Qual. Euro 2008                                                            | -                                                                          | 29’ - 63’                                                                  |
| 29-5-2008                                                                  | Eindhoven                                                                  | Paesi Bassi                                                                | 1 – 1                                                                      | Danimarca                                                                  | Amichevole                                                                 | -                                                                          | 77’                                                                        |
| 1-6-2008                                                                   | Rotterdam                                                                  | Paesi Bassi                                                                | 2 – 0                                                                      | Galles                                                                     | Amichevole                                                                 | 1                                                                          |                                                                            |
| 13-6-2008                                                                  | Berna                                                                      | Paesi Bassi                                                                | 4 – 1                                                                      | Francia                                                                    | Euro 2008 - 1º turno                                                       | 1                                                                          | 46’                                                                        |
| 17-6-2008                                                                  | Berna                                                                      | Paesi Bassi                                                                | 2 – 0                                                                      | Romania                                                                    | Euro 2008 - 1º turno                                                       | -                                                                          | 62’                                                                        |
| 20-8-2008                                                                  | Mosca                                                                      | Russia                                                                     | 1 – 1                                                                      | Paesi Bassi                                                                | Qual. Mondiali 2010                                                        | -                                                                          | 79’                                                                        |
| 10-9-2008                                                                  | Skopje                                                                     | Macedonia                                                                  | 1 – 2                                                                      | Paesi Bassi                                                                | Qual. Mondiali 2010                                                        | -                                                                          | 82’                                                                        |
| 11-2-2009                                                                  | Radès                                                                      | Tunisia                                                                    | 1 – 1                                                                      | Paesi Bassi                                                                | Amichevole                                                                 | -                                                                          | 46’                                                                        |
| 28-3-2009                                                                  | Amsterdam                                                                  | Paesi Bassi                                                                | 3 – 0                                                                      | Scozia                                                                     | Qual. Mondiali 2010                                                        | -                                                                          |                                                                            |
| 1-4-2009                                                                   | Amsterdam                                                                  | Paesi Bassi                                                                | 4 – 0                                                                      | Macedonia                                                                  | Qual. Mondiali 2010                                                        | -                                                                          | 46’                                                                        |
| 6-6-2009                                                                   | Reykjavík                                                                  | Islanda                                                                    | 1 – 2                                                                      | Paesi Bassi                                                                | Qual. Mondiali 2010                                                        | -                                                                          |                                                                            |
| 10-6-2009                                                                  | Rotterdam                                                                  | Paesi Bassi                                                                | 2 – 0                                                                      | Norvegia                                                                   | Qual. Mondiali 2010                                                        | 1                                                                          | 78’                                                                        |
| 12-8-2009                                                                  | Amsterdam                                                                  | Paesi Bassi                                                                | 2 – 2                                                                      | Inghilterra                                                                | Amichevole                                                                 | -                                                                          | 55’                                                                        |
| 5-9-2009                                                                   | Enschede                                                                   | Paesi Bassi                                                                | 3 – 0                                                                      | Giappone                                                                   | Amichevole                                                                 | -                                                                          | 46’                                                                        |
| 9-9-2009                                                                   | Glasgow                                                                    | Scozia                                                                     | 0 – 1                                                                      | Paesi Bassi                                                                | Qual. Mondiali 2010                                                        | -                                                                          | 65’ - 72’                                                                  |
| 3-3-2010                                                                   | Amsterdam                                                                  | Paesi Bassi                                                                | 2 – 1                                                                      | Stati Uniti                                                                | Amichevole                                                                 | -                                                                          | 46’                                                                        |
| 5-6-2010                                                                   | Amsterdam                                                                  | Paesi Bassi                                                                | 6 – 1                                                                      | Ungheria                                                                   | Amichevole                                                                 | 2                                                                          | 46’                                                                        |
| 24-6-2010                                                                  | Città del Capo                                                             | Camerun                                                                    | 1 – 2                                                                      | Paesi Bassi                                                                | Mondiali 2010 - 1º turno                                                   | -                                                                          | 73’                                                                        |
| 28-6-2010                                                                  | Durban                                                                     | Paesi Bassi                                                                | 2 – 1                                                                      | Slovacchia                                                                 | Mondiali 2010 - Ottavi di finale                                           | 1                                                                          | 31’ 71’                                                                    |
| 2-7-2010                                                                   | Port Elizabeth                                                             | Paesi Bassi                                                                | 2 – 1                                                                      | Brasile                                                                    | Mondiali 2010 - Quarti di finale                                           | -                                                                          |                                                                            |
| 6-7-2010                                                                   | Città del Capo                                                             | Uruguay                                                                    | 2 – 3                                                                      | Paesi Bassi                                                                | Mondiali 2010 - Semifinale                                                 | 1                                                                          | 90’                                                                        |
| 11-7-2010                                                                  | Johannesburg                                                               | Paesi Bassi                                                                | 0 – 1 dts                                                                  | Spagna                                                                     | Mondiali 2010 - Finale                                                     | -                                                                          | 84’                                                                        |
| 4-6-2011                                                                   | Goiânia                                                                    | Brasile                                                                    | 0 – 0                                                                      | Paesi Bassi                                                                | Amichevole                                                                 | -                                                                          |                                                                            |
| 29-2-2012                                                                  | Londra                                                                     | Inghilterra                                                                | 2 – 3                                                                      | Paesi Bassi                                                                | Amichevole                                                                 | 2                                                                          |                                                                            |
| 26-5-2012                                                                  | Amsterdam                                                                  | Paesi Bassi                                                                | 1 – 2                                                                      | Bulgaria                                                                   | Amichevole                                                                 | -                                                                          | 77’                                                                        |
| 30-5-2012                                                                  | Rotterdam                                                                  | Paesi Bassi                                                                | 2 – 0                                                                      | Slovacchia                                                                 | Amichevole                                                                 | -                                                                          | 84’                                                                        |
| 2-6-2012                                                                   | Amsterdam                                                                  | Paesi Bassi                                                                | 6 – 0                                                                      | Irlanda del Nord                                                           | Amichevole                                                                 | -                                                                          | 82’                                                                        |
| 9-6-2012                                                                   | Charkiv                                                                    | Paesi Bassi                                                                | 0 – 1                                                                      | Danimarca                                                                  | Euro 2012 - 1º turno                                                       | -                                                                          |                                                                            |
| 13-6-2012                                                                  | Charkiv                                                                    | Paesi Bassi                                                                | 1 – 4                                                                      | Germania                                                                   | Euro 2012 - 1º turno                                                       | -                                                                          | 83’                                                                        |
| 17-6-2012                                                                  | Charkiv                                                                    | Portogallo                                                                 | 2 – 1                                                                      | Paesi Bassi                                                                | Euro 2012 - 1º turno                                                       | -                                                                          |                                                                            |
| 15-8-2012                                                                  | Bruxelles                                                                  | Belgio                                                                     | 4 – 2                                                                      | Paesi Bassi                                                                | Amichevole                                                                 | -                                                                          |                                                                            |
| 7-9-2012                                                                   | Amsterdam                                                                  | Paesi Bassi                                                                | 2 – 0                                                                      | Turchia                                                                    | Qual. Mondiali 2014                                                        | -                                                                          |                                                                            |
| 14-11-2012                                                                 | Amsterdam                                                                  | Paesi Bassi                                                                | 0 – 0                                                                      | Germania                                                                   | Amichevole                                                                 | -                                                                          | 46’                                                                        |
| 6-2-2013                                                                   | Amsterdam                                                                  | Paesi Bassi                                                                | 1 – 1                                                                      | Italia                                                                     | Amichevole                                                                 | -                                                                          | 46’                                                                        |
| 22-3-2013                                                                  | Rotterdam                                                                  | Paesi Bassi                                                                | 3 – 0                                                                      | Estonia                                                                    | Qual. Mondiali 2014                                                        | -                                                                          | 86’                                                                        |
| 26-3-2013                                                                  | Amsterdam                                                                  | Paesi Bassi                                                                | 4 – 0                                                                      | Romania                                                                    | Qual. Mondiali 2014                                                        | -                                                                          |                                                                            |
| 7-6-2013                                                                   | Giacarta                                                                   | Indonesia                                                                  | 0 – 3                                                                      | Paesi Bassi                                                                | Amichevole                                                                 | 1                                                                          | 14’                                                                        |
| 11-6-2013                                                                  | Pechino                                                                    | Cina                                                                       | 0 – 2                                                                      | Paesi Bassi                                                                | Amichevole                                                                 | -                                                                          |                                                                            |
| 14-8-2013                                                                  | Faro                                                                       | Portogallo                                                                 | 1 – 1                                                                      | Paesi Bassi                                                                | Amichevole                                                                 | -                                                                          |                                                                            |
| 6-9-2013                                                                   | Tallinn                                                                    | Estonia                                                                    | 2 – 2                                                                      | Paesi Bassi                                                                | Qual. Mondiali 2014                                                        | 1                                                                          | 86’                                                                        |
| 11-10-2013                                                                 | Amsterdam                                                                  | Paesi Bassi                                                                | 8 – 1                                                                      | Ungheria                                                                   | Qual. Mondiali 2014                                                        | 1                                                                          |                                                                            |
| 15-10-2013                                                                 | Istanbul                                                                   | Turchia                                                                    | 0 – 2                                                                      | Paesi Bassi                                                                | Qual. Mondiali 2014                                                        | 1                                                                          |                                                                            |
| 16-11-2013                                                                 | Genk                                                                       | Giappone                                                                   | 2 – 2                                                                      | Paesi Bassi                                                                | Amichevole                                                                 | 1                                                                          | cap.                                                                       |
| 31-5-2014                                                                  | Rotterdam                                                                  | Paesi Bassi                                                                | 1 – 0                                                                      | Ghana                                                                      | Amichevole                                                                 | -                                                                          |                                                                            |
| 4-6-2014                                                                   | Amsterdam                                                                  | Paesi Bassi                                                                | 2 – 0                                                                      | Galles                                                                     | Amichevole                                                                 | 1                                                                          |                                                                            |
| 13-6-2014                                                                  | Salvador                                                                   | Spagna                                                                     | 1 – 5                                                                      | Paesi Bassi                                                                | Mondiali 2014 - 1º turno                                                   | 2                                                                          |                                                                            |
| 18-6-2014                                                                  | Porto Alegre                                                               | Australia                                                                  | 2 – 3                                                                      | Paesi Bassi                                                                | Mondiali 2014 - 1º turno                                                   | 1                                                                          |                                                                            |
| 23-6-2014                                                                  | San Paolo                                                                  | Paesi Bassi                                                                | 2 – 0                                                                      | Cile                                                                       | Mondiali 2014 - 1º turno                                                   | -                                                                          | cap.                                                                       |
| 29-6-2014                                                                  | Fortaleza                                                                  | Paesi Bassi                                                                | 2 – 1                                                                      | Messico                                                                    | Mondiali 2014 - Ottavi di finale                                           | -                                                                          |                                                                            |
| 5-7-2014                                                                   | Salvador                                                                   | Paesi Bassi                                                                | 0 – 0 dts (4 – 3 dtr)                                                      | Costa Rica                                                                 | Mondiali 2014 - Quarti di finale                                           | -                                                                          |                                                                            |
| 9-7-2014                                                                   | San Paolo                                                                  | Paesi Bassi                                                                | 0 – 0 dts (2 – 4 dtr)                                                      | Argentina                                                                  | Mondiali 2014 - Semifinale                                                 | -                                                                          |                                                                            |
| 12-7-2014                                                                  | Brasilia                                                                   | Brasile                                                                    | 0 – 3                                                                      | Paesi Bassi                                                                | Mondiali 2014 - 3º posto                                                   | -                                                                          | 9’                                                                         |
| 10-10-2014                                                                 | Amsterdam                                                                  | Paesi Bassi                                                                | 3 – 1                                                                      | Kazakistan                                                                 | Qual. Euro 2016                                                            | -                                                                          |                                                                            |
| 13-10-2014                                                                 | Reykjavík                                                                  | Islanda                                                                    | 2 – 0                                                                      | Paesi Bassi                                                                | Qual. Euro 2016                                                            | -                                                                          |                                                                            |
| 12-11-2014                                                                 | Amsterdam                                                                  | Paesi Bassi                                                                | 2 – 3                                                                      | Messico                                                                    | Amichevole                                                                 | -                                                                          | cap.                                                                       |
| 16-11-2014                                                                 | Amsterdam                                                                  | Paesi Bassi                                                                | 6 – 0                                                                      | Lettonia                                                                   | Qual. Euro 2016                                                            | 2                                                                          |                                                                            |
| 3-9-2015                                                                   | Amsterdam                                                                  | Paesi Bassi                                                                | 0 – 1                                                                      | Islanda                                                                    | Qual. Euro 2016                                                            | -                                                                          | cap. - 31’                                                                 |
| 13-11-2015                                                                 | Cardiff                                                                    | Galles                                                                     | 2 – 3                                                                      | Paesi Bassi                                                                | Amichevole                                                                 | 2                                                                          | cap.                                                                       |
| 13-11-2016                                                                 | Lussemburgo                                                                | Lussemburgo                                                                | 1 – 3                                                                      | Paesi Bassi                                                                | Qual. Mondiali 2018                                                        | 1                                                                          | cap. - 46’                                                                 |
| 25-3-2017                                                                  | Sofia                                                                      | Bulgaria                                                                   | 2 – 0                                                                      | Paesi Bassi                                                                | Qual. Mondiali 2018                                                        | -                                                                          | cap.                                                                       |
| 4-6-2017                                                                   | Rotterdam                                                                  | Paesi Bassi                                                                | 5 – 0                                                                      | Costa d'Avorio                                                             | Amichevole                                                                 | 1                                                                          | cap. - 78’                                                                 |
| 9-6-2017                                                                   | Rotterdam                                                                  | Paesi Bassi                                                                | 5 – 0                                                                      | Lussemburgo                                                                | Qual. Mondiali 2018                                                        | 1                                                                          | cap. - 73’                                                                 |
| 31-8-2017                                                                  | Saint-Denis                                                                | Francia                                                                    | 4 – 0                                                                      | Paesi Bassi                                                                | Qual. Mondiali 2018                                                        | -                                                                          | cap.                                                                       |
| 3-9-2017                                                                   | Amsterdam                                                                  | Paesi Bassi                                                                | 3 – 1                                                                      | Bulgaria                                                                   | Qual. Mondiali 2018                                                        | 1                                                                          | cap.                                                                       |
| 7-10-2017                                                                  | Borisov                                                                    | Bielorussia                                                                | 1 – 3                                                                      | Paesi Bassi                                                                | Qual. Mondiali 2018                                                        | 1                                                                          | cap.                                                                       |
| 10-10-2017                                                                 | Amsterdam                                                                  | Paesi Bassi                                                                | 2 – 0                                                                      | Svezia                                                                     | Qual. Mondiali 2018                                                        | 2                                                                          | cap.                                                                       |
| Totale                                                                     |                                                                            | Presenze                                                                   | 96                                                                         |                                                                            | Reti (5º posto)                                                            | 37                                                                         |                                                                            |

## Palmarès

### Club

#### Competizioni nazionali
- Campionato olandese: 1

PSV Eindhoven: 2002-2003
- Supercoppa dei Paesi Bassi: 1

PSV Eindhoven: 2003
- Campionato inglese: 2

Chelsea: 2004-2005, 2005-2006
- Coppa di Lega inglese: 2

Chelsea: 2004-2005, 2006-2007
- Community Shield: 1

Chelsea: 2005
- Coppa d'Inghilterra: 1

Chelsea: 2006-2007
- Campionato spagnolo: 1

Real Madrid: 2007-2008
- Supercoppa di Spagna: 1

Real Madrid: 2008
- Campionato tedesco: 8

Bayern Monaco: 2009-2010, 2012-2013, 2013-2014, 2014-2015, 2015-2016, 2016-2017, 2017-2018, 2018-2019
- Coppa di Germania: 5

Bayern Monaco: 2009-2010, 2012-2013, 2013-2014, 2015-2016, 2018-2019
- Supercoppa di Germania: 5

Bayern Monaco: 2010, 2012, 2016, 2017, 2018

#### Competizioni internazionali
- UEFA Champions League: 1

Bayern Monaco: 2012-2013
- Supercoppa UEFA: 1

Bayern Monaco: 2013
- Coppa del mondo per club: 1

Bayern Monaco: 2013

### Individuale
- Miglior talento dell'anno in Eredivisie: 1

2002-2003
- ESM Team of the Year: 3

2004-2005, 2009-2010, 2014-2015
- Trofeo Bravo: 1

2005
- Miglior giocatore della Bundesliga[45]: 1

2009-2010
- Calciatore tedesco dell'anno: 1

2010
- Squadra dell'anno UEFA: 2

2011, 2014
- Miglior giocatore della finale della UEFA Champions League: 1

2013
- Squadra della stagione della UEFA Champions League: 1

2013-2014
- Pallone di bronzo dei mondiali: 1

Brasile 2014
- FIFA/FIFPro World XI: 1

2014
- Sportivo olandese dell'anno (2014)
- Candidato al Dream Team del Pallone d'oro (2020)